# Куньяско-Джерра
Куньяско-Джерра (італ. Cugnasco-Gerra) — громада  в Швейцарії в кантоні Тічино, округ Локарно.

## Географія
Громада розташована на відстані близько 145 км на південний схід від Берна, 9 км на захід від Беллінцони.
Куньяско-Джерра має площу 35,8 км², з яких на 4% дозволяється будівництво (житлове та будівництво доріг), 9% використовуються в сільськогосподарських цілях, 63,9% зайнято лісами, 23,1% не є продуктивними (річки, льодовики або гори).

## Демографія
2019 року в громаді мешкало 2845 осіб (-0,1% порівняно з 2010 роком), іноземців було 13,7%. Густота населення становила 79 осіб/км².
За віковим діапазоном населення розподілялося таким чином: 20,1% — особи молодші 20 років, 59,4% — особи у віці 20—64 років, 20,5% — особи у віці 65 років та старші. Було 1211 помешкань (у середньому 2,3 особи в помешканні).
Із загальної кількості 400 працюючих 56 було зайнятих в первинному секторі, 75 — в обробній промисловості, 269 — в галузі послуг.